# Bogy
Bogy ist eine französische Gemeinde mit 471 Einwohnern (Stand 1. Januar 2022) im Département Ardèche in der Region Auvergne-Rhône-Alpes. Die Bewohner werden Bogyciens und Bogyciennes genannt.

## Geografie
Die Gemeinde Bogy liegt im Haut Vivarais, im sanften Hügelland im äußersten Norden des Départements. Nach Annonay sind es zehn Kilometer, nach Valence 50 Kilometer.

## Geschichte
Bogy wurde im 18. Jahrhundert eine eigenständige Gemeinde, vorher gehörte der Ort zur nahegelegenen Stadt Annonay. Im 17. Jahrhundert errichtete die Kirchengemeinde die Kapelle Saint-Martin-de-Peyraud, eine der ältesten und größten der Region und gleichzeitig wichtige Pilgerstätte.

### Bevölkerungsentwicklung
| Jahr                       | 1962 | 1968 | 1975 | 1982 | 1990 | 1999 | 2007 | 2016 |
| Einwohner                  | 186  | 166  | 201  | 245  | 263  | 320  | 328  | 432  |
| Quellen: Cassini und INSEE |      |      |      |      |      |      |      |      |

## Kultur und Sehenswürdigkeiten

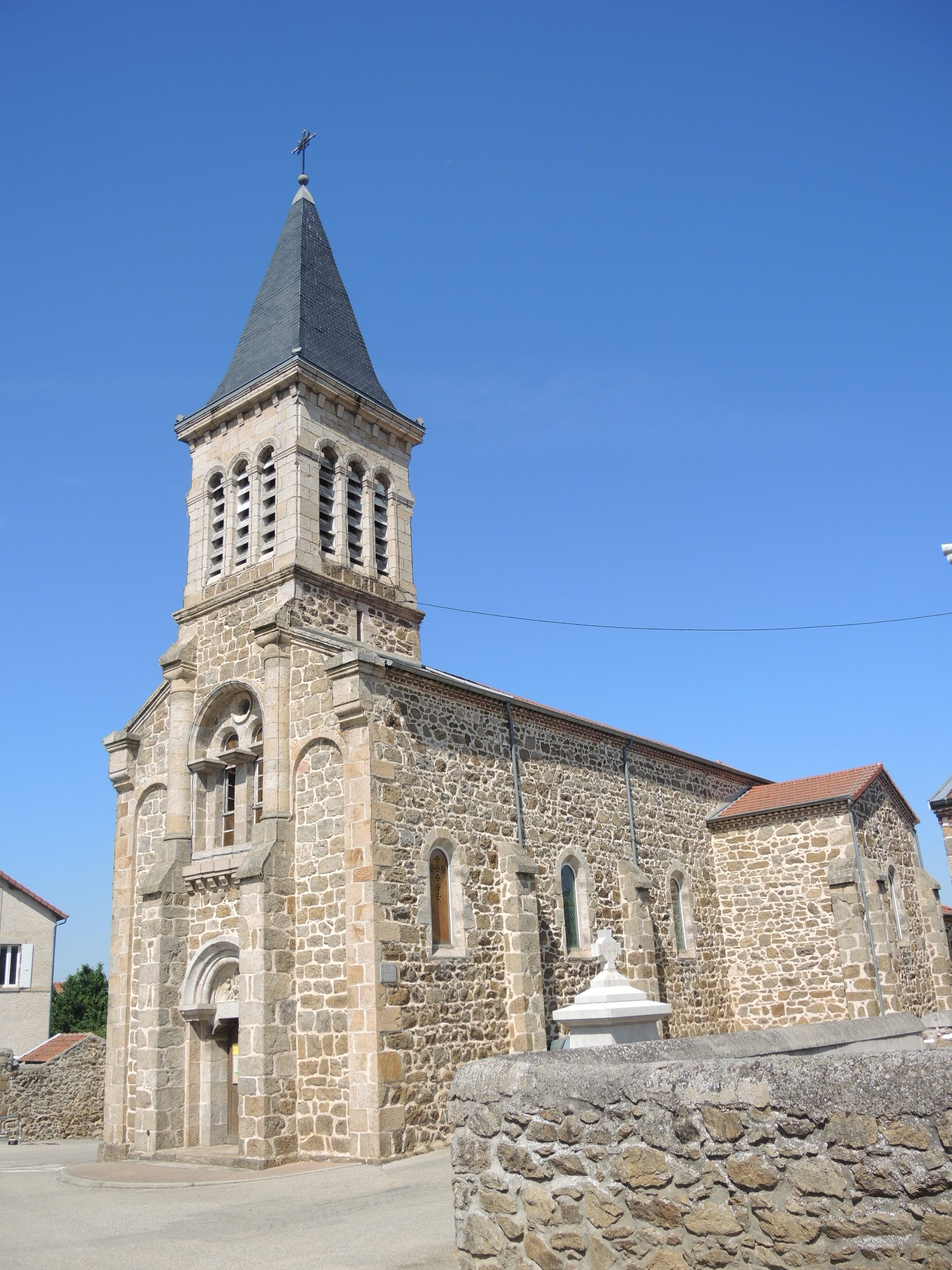
Kirche Saint-Blaise

Bogy ist ein pittoreskes Dorf mit kleinen Gassen und gewölbten Toren. Sehenswert ist vor allem das Château de Bayard, das früher als Festes Haus fungierte, in dem die reichen Bürger des Ortes Schutz suchten. Außer der Kapelle besitzt der Ort noch eine Kirche aus dem 19. Jahrhundert mit Kreuzweg. Die beste Aussicht auf das Gemeindegebiet bietet der site de Charbieux bestehend aus trockenen Wiesen und abgetragenen Gesteinsbrocken, westlich der Rhone.